# Kisszénás–Kondoros-vasútvonal
A Kisszénás–Kondoros-vasútvonal egy 6 kilométer hosszú, nem villamosított vasúti mellékvonal Békés vármegyében. A MÁV 126-os számú vasútvonala, Kisszénás vasútállomáson csatlakozik a 125-ös számú Mezőtúr–Orosháza–Mezőhegyes–Battonya-vasútvonalhoz. Kisszénás állomás közigazgatásilag Csabacsűdhöz tartozik, azt elhagyva a vonal mintegy 2 kilométeren át Kardos területén folytatódik és Kondoros központjában, a 4642-es út elérése előtt ér véget.
A vasútvonalon a személyszállítás 2009. december 13-tól, a 2009/2010. évi menetrendváltástól szünetel. 2023. december 27-től a 194/2016. (VII.13.) Kormányrendelettel jogilag is megszűnt.

## Története
1893-ban épült meg, együtt a Szarvas–Orosháza–Mezőhegyes-vasútvonallal (ma a 125. sz. vonal). Helyiérdekű vasúti szabvány szerinti 9 méteres „i” sínekkel és bányakavics ágyazattal épült meg.
Az első évtizedekben nem történtek komolyabb fejlesztések. Kondoroson csatlakozó kisvasút épült a falutól délre található majorok felé. 1956-ban meghosszabbították Kondoros vasútállomásának I. vágányát a nagy teherforgalom miatt. 1968-ban az új közlekedéspolitikai koncepció a „Megszüntetendő” kategóriába sorolta, a vonalra fejlesztési tilalmat rendeltek el.
Az évek során a pálya annyira elavult, hogy 20 km/h-ra csökkent a maximálisan engedélyezett sebesség. Az 1980-as évek elején eldőlt, hogy a vonal tovább üzemel, és 1982-ben felújították.
A Kisszénás utáni ívbe 48 kg/fm-es, utána 2 km hosszban 34-es, onnan Kondorosig 48-as sínrendszer került a pályába. A 34 kg-os síneket azért építették be, mert hiány volt 48 kg/fm-es sínekből. Azért hogy lehessen a vonalon alkalmazni a 20 tonnás tengelyterhelést, sűrített talpfakiosztással építették ezt a szakaszt. A korszerűsítés után az ágyazatot végig zúzottkőre cserélték, de az aljak továbbra is talpfák maradtak.
A vonalon 2009-ben az engedélyezett sebesség 40 km/h volt, de egy 1,1 km-es szakaszra 20 km/h-s lassújelet tűztek ki a talpfák rossz állapota miatt.
A vasútvonal a 194/2016. (VII. 13.) kormányrendelet értelmében 2023. december 27-én megszűnt.

## Forgalma
A nyolcvanas években M32 típusú dízelmozdonnyal, vegyesvonatokkal szolgálták ki a vonalat. Egészen 1993-ig vegyesvonatok közlekedtek erre. Teherforgalma kb. 2000-ig jelentős volt, cukorrépát és szóját fuvaroztak. Sokszor M62-es típusú, nagy teljesítményű mozdony húzta a tehervonatokat. Forgalmi szolgálat már hosszabb idő óta nincs, kereskedelmi dolgozó kb. 2002-ig volt.
A MÁV hozzáállása miatt (kocsihiány) a fuvaroztatók fokozatosan közútra terelték a küldeményeket. Így idővel már csak a helyi Tüzép havi néhány kocsis forgalma maradt. A MÁV 2003 májusában teljesen felszámolta Kondoroson a teherforgalmat, az erről szóló hirdetmény jelenleg is ki van függesztve a forgalmi iroda ablakában.
Az elmúlt években az ország legkihasználatlanabb üzemelő közforgalmú vasútvonala volt. Naponta 3 pár személyvonat közlekedett rajta, de utasforgalma általában nem érte el a napi 20 főt. A GKM statisztikái 0,8 fő/vonat átlagos utasmennyiséget állapítottak meg. A vonatok 10 perc alatt tették meg a 6 kilométeres távot. A vonal megszüntetése felmerült 2006-ban és 2007-ben és 2008-ban, de mégis megmaradt a forgalom, a vasúttal párhuzamos buszközlekedésre alkalmas közút hiánya miatt. 2009-ben végül mégis megszűnt a személyszállítás a vonalon, további 26 vonallal együtt.
A személyszállító vonatok leállítása után a vonalat a kezdőpontjától a végpontjáig kizárták a forgalomból és éveken át semmiféle célra nem használták. A mellékvonal sorsa jó ideig bizonytalan volt az M44-es autóút építése miatt, felmerült a vasút átvágásának és végleges elbontásának lehetősége is. Végül az autópálya építtetői nem csak úgy döntöttek, hogy az út felüljáróval keresztezze a kondorosi vasutat, de a mellékvonalat még szállítási céljaikra is fel kívánták használni. 2017 elején a MÁV elvégezte a vasútvonal járhatóvá tételéhez szükséges karbantartásokat. 2017 áprilisától 2019 nyaráig a 33. szelvényénél kialakított nyíltvonali rakodóhelyhez több tízezer tonna építőanyag érkezett vasúton. A nyíltvonali rakodóhelytől Kondoros állomás felé a pálya továbbra is ki volt zárva a forgalomból.

## További képek

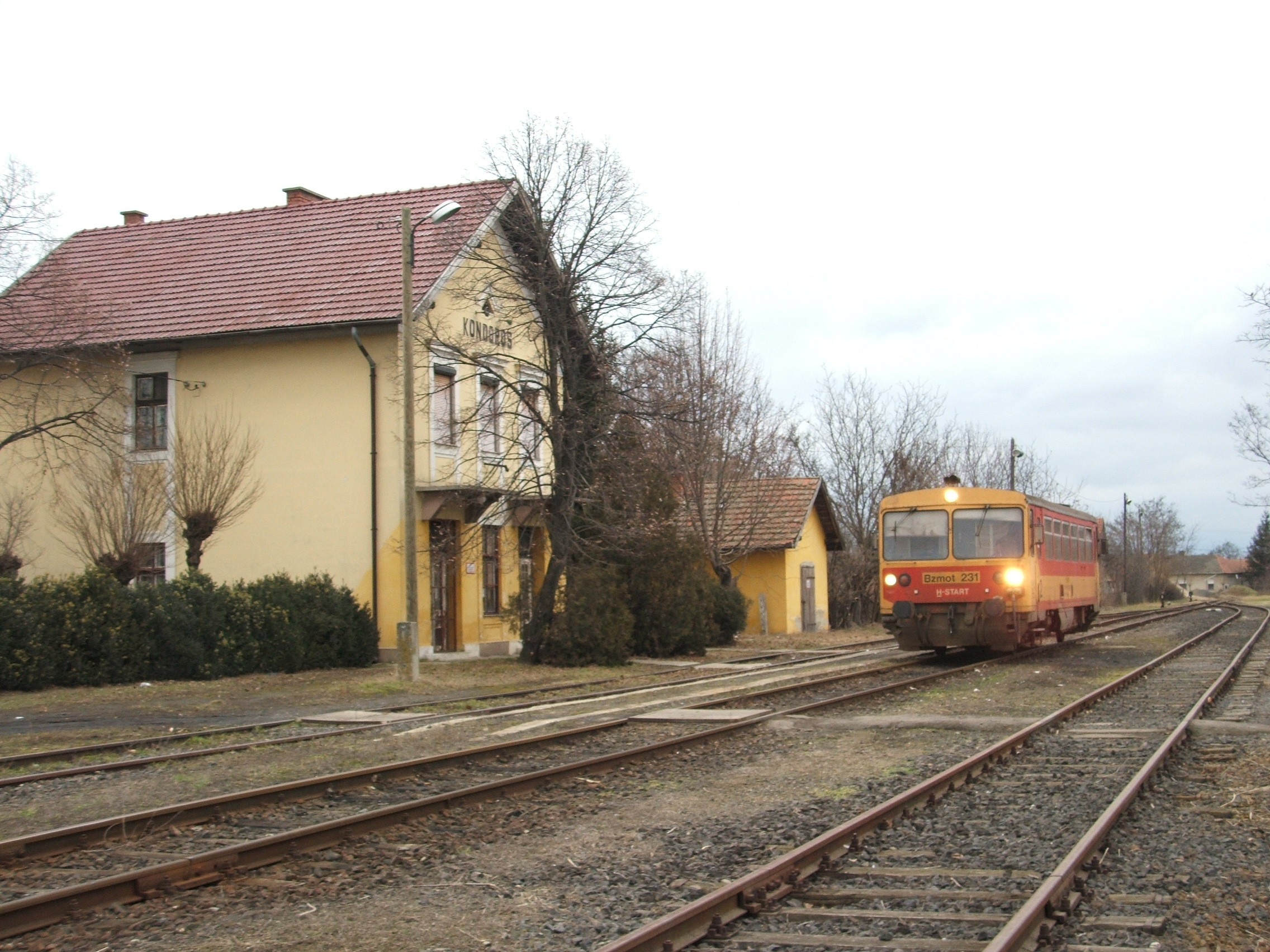
Kondoros állomás Bzmot vonattal
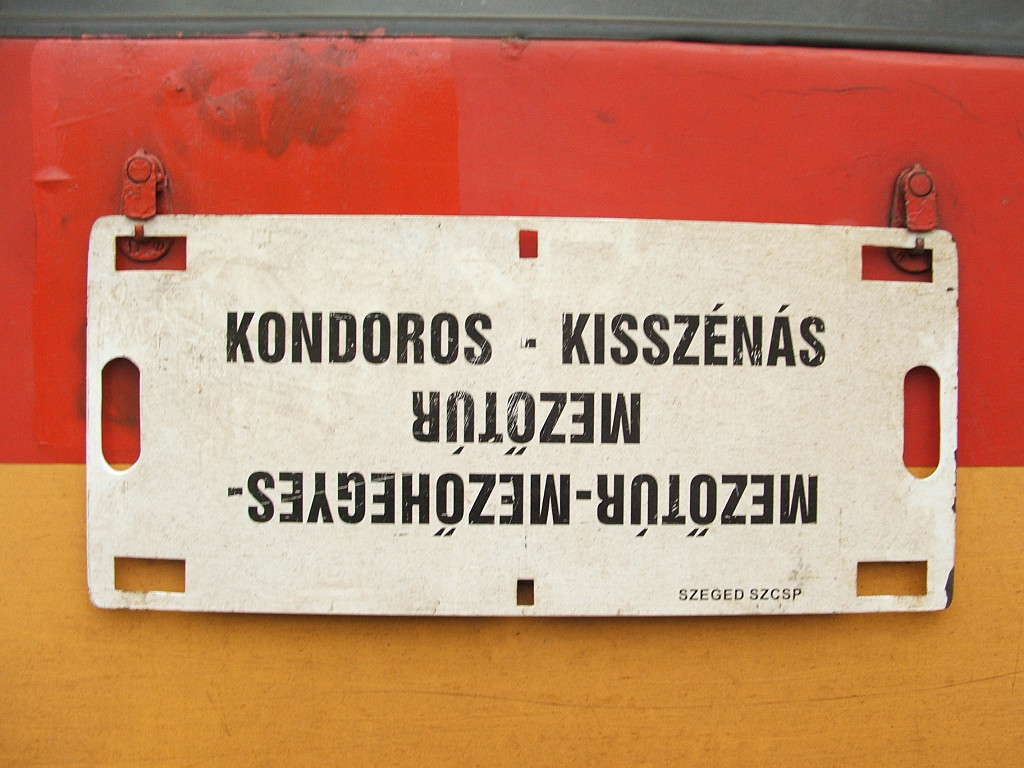
Tábla a kondorosi vonat oldalán
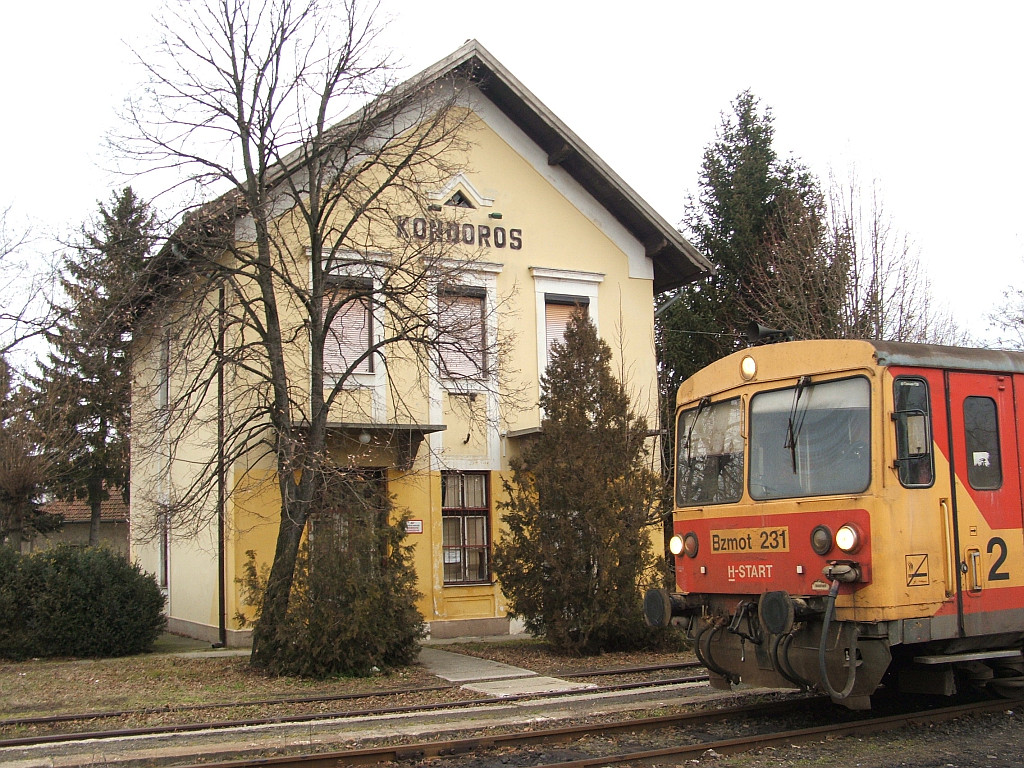
Kondoros állomás Bzmot vonattal
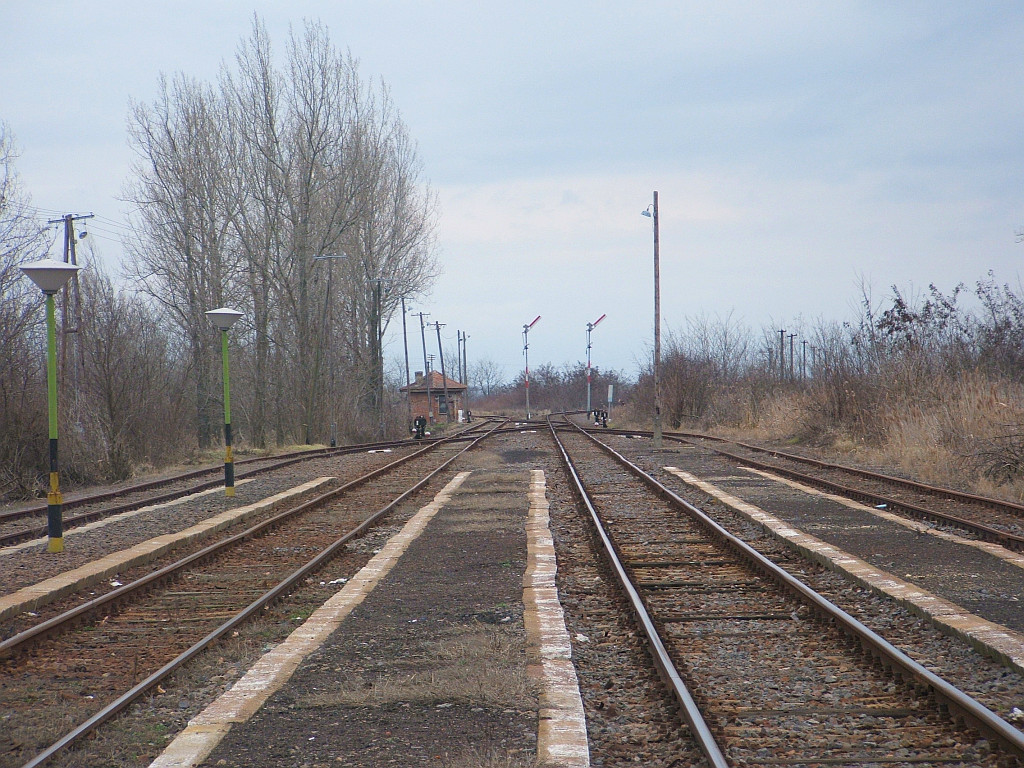
Kisszénás állomás kijárata. A bal oldali vágány Kondorosra, a jobb oldali Orosházára vezet.
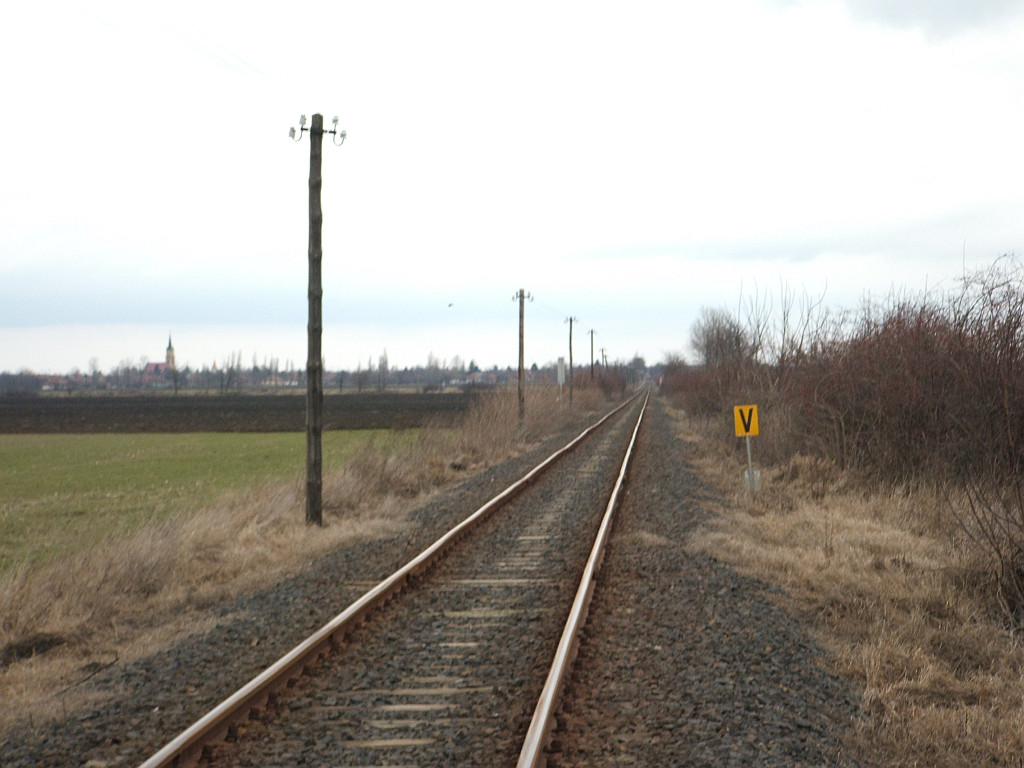
A 20 km/h-s lassújel kezdete
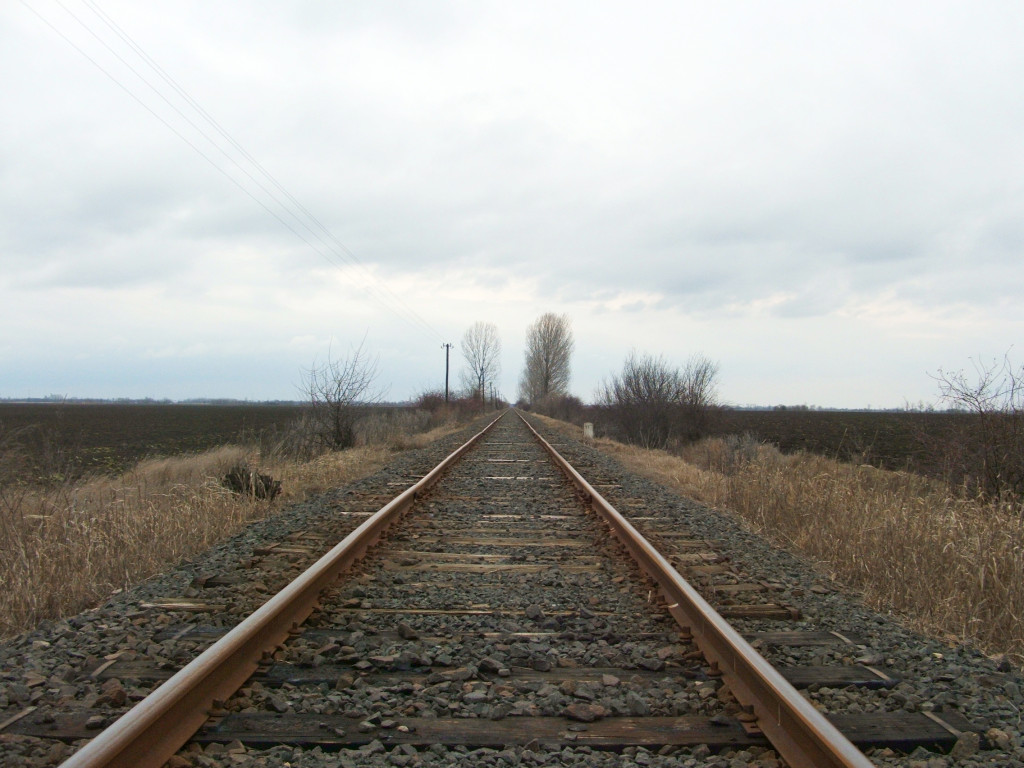
A vasútvonal nyílegyenesen halad Kondoros felé